# (69986) 1998 WW24
1998 دابليو دابليو 24 (ويعرف أيضًا باسم (69986) 1998 دابليو دابليو 24 وفق تسمية الكوكب الصغير) (بالإنجليزية: 1998 WW24)‏ هو كويكب ضمن حزام الكويكبات؛ وترتيبه 69986 من حيث الاكتشاف.
اكتُشف هذا الجُرم الفلكي بواسطة مارك ويليام بوي في 18 نوفمبر 1998.

## وصلات خارجية
- (69986) 1998 WW24 في قاعدة بيانات مختبر الدفع النفاث لأجرام النظام الشمسي الصغيرة

- الاكتشاف · مخطط المدار ·  العناصر المدارية · المعلمات المادية

- (69986) 1998 WW24 على موقع ويكي سكاي: DSS2, SDSS, GALEX, IRAS, Hydrogen α, X-Ray, Astrophoto, Sky Map, Articles and images